# Al·lactagins
Els al·lactagins (Allactaginae) són una subfamília de rosegadors de la família dels dipòdids. Conté una desena d'espècies, que són totes oriündes d'Àsia amb l'única excepció de Scarturus tetradactylus, pròpia de Líbia i Egipte. Viuen en regions àrides. Aquest grup abasta les espècies més grosses de dipòdids, incloent-hi Pygeretmus pumilio i les espècies del gènere Allactaga. Tenen les potes posteriors tres o quatre vegades més llargues que les anteriors.